# La Huerta, Tzitzio
La Huerta är en ort i Mexiko.   Den ligger i kommunen Tzitzio och delstaten Michoacán de Ocampo, i den södra delen av landet, 190 km väster om huvudstaden Mexico City. La Huerta ligger 1 375 meter över havet och antalet invånare är 115.
Terrängen runt La Huerta är huvudsakligen kuperad, men åt nordväst är den bergig. Terrängen runt La Huerta sluttar österut. Runt La Huerta är det glesbefolkat, med 8 invånare per kvadratkilometer. Närmaste större samhälle är Los Llanos, 17,4 km norr om La Huerta. I omgivningarna runt La Huerta växer huvudsakligen savannskog.